# هنري نوردين
هنري نوردين (بالسويدية: Henry Nordin)‏ هو مبارز بالسيف سويدي، ولد في 8 ديسمبر 1921 في Högseröd ‏ في السويد، وتوفي في 8 سبتمبر 2018 في مالمو في السويد.

## وصلات خارجية
- هنري نوردين على موقع أوليمبيديا (الإنجليزية)
- هنري نوردين على موقع اللجنة الأولمبية السويدية (السويدية)